# Am I Ever Gonna Fall in Love in New York City
   Am I Ever Gonna Fall in Love in New York City     è un singolo promozionale della cantante giamaicana Grace Jones pubblicato nel 1978 come quarto singolo dell'album Fame.

## Descrizione
Il brano, scritto da Jack Robinson, Vivienne Savoie Robinson e James Bolden, fu pubblicato per il solo mercato australiano, abbinato al brano Tomorrow, ma non ebbe alcun impatto nelle classifiche.

## Tracce
- Australia 7" single

1. "Am I Ever Gonna Fall In Love In N.Y. City (Edited Version)" –  3:46
2. "Tomorrow" –  5:46